# Mexikó tagállamai
Mexikó közigazgatásilag 31 szövetségi államra (spanyolul estados) és 1 szövetségi körzetre (Distrito Federal) tagolódik. Minden államnak saját alkotmánya és törvényhozó testülete (kongresszusa) van, élükön a kormányzó áll. A Distrito Federal (D.F.) eredetileg a fővárost és a környező területek elővárosait foglalta magába, azonban Mexikóváros gyakorlatilag túlnőtt a Szövetségi Körzet határain, így az ma a fővárossal azonos megnevezést takar, és közvetlenül a szövetségi kormány irányítása alatt áll.
Minden tagállam községekre (spanyolul: municipio) van felosztva. A községek mérete igen változatos: a legkisebb 4,34 km²-es, a legnagyobbnak a területe 51 952 km².
Az alábbi táblázat felsorolja az ország tagállamait és lakosságukat, valamint azt, hogy területük hány községre van felosztva.
|     | Állam                | Főváros                   | Terület (km²) | Lakosság (2010) | Községek száma |
| --- | -------------------- | ------------------------- | ------------- | --------------- | -------------- |
| 1.  | Aguascalientes       | Aguascalientes            | 5 471         | 1 184 996       | 11             |
| 2.  | Alsó-Kalifornia      | Mexicali                  | 69 921        | 3 155 070       | 5              |
| 3.  | Campeche             | San Francisco de Campeche | 50 812        | 822 441         | 11             |
| 4.  | Chiapas              | Tuxtla Gutiérrez          | 74 211        | 4 796 580       | 118            |
| 5.  | Chihuahua            | Chihuahua                 | 244 938       | 3 406 465       | 67             |
| 6.  | Coahuila             | Saltillo                  | 149 982       | 2 748 391       | 38             |
| 7.  | Colima               | Colima                    | 5 191         | 650 555         | 10             |
| 8.  | Déli-Alsó-Kalifornia | La Paz                    | 73 475        | 637 026         | 5              |
| 9.  | Durango              | Victoria de Durango       | 123 181       | 1 632 934       | 39             |
| 10. | Guanajuato           | Guanajuato                | 30 491        | 5 486 372       | 46             |
| 11. | Guerrero             | Chilpancingo de los Bravo | 64 281        | 3 388 768       | 81             |
| 12. | Hidalgo              | Pachuca de Soto           | 20 813        | 2 665 018       | 84             |
| 13. | Jalisco              | Guadalajara               | 80 386        | 7 350 682       | 125            |
| 14. | México               | Toluca de Lerdo           | 21 355        | 15 175 862      | 125            |
| 15. | Michoacán            | Morelia                   | 59 928        | 4 351 037       | 113            |
| 16. | Morelos              | Cuernavaca                | 4 950         | 1 777 227       | 33             |
| 17. | Nayarit              | Tepic                     | 26 979        | 1 084 979       | 20             |
| 18. | Oaxaca               | Oaxaca de Juárez          | 93 952        | 3 801 962       | 570            |
| 19. | Puebla               | Puebla de Zaragoza        | 33 902        | 5 779 829       | 217            |
| 20. | Querétaro            | Santiago de Querétaro     | 11 449        | 1 827 937       | 18             |
| 21. | Quintana Roo         | Chetumal                  | 50 212        | 1 325 578       | 9              |
| 22. | San Luis Potosí      | San Luis Potosí           | 63 068        | 2 585 518       | 58             |
| 23. | Sinaloa              | Culiacán Rosales          | 58 238        | 2 767 761       | 18             |
| 24. | Sonora               | Hermosillo                | 182 052       | 2 662 480       | 72             |
| 25. | Tabasco              | Villahermosa              | 25 267        | 2 238 603       | 17             |
| 26. | Tamaulipas           | Ciudad Victoria           | 79 384        | 3 268 554       | 43             |
| 27. | Tlaxcala             | Tlaxcala de Xicohténcatl  | 4 016         | 1 169 936       | 60             |
| 28. | Új-León              | Monterrey                 | 64 924        | 4 653 458       | 51             |
| 29. | Veracruz             | Xalapa-Enríquez           | 71 699        | 7 643 194       | 212            |
| 30. | Yucatán              | Mérida                    | 38 402        | 1 955 577       | 106            |
| 31. | Zacatecas            | Zacatecas                 | 73 252        | 1 490 668       | 58             |
|     | Mexikóváros          | Mexikóváros               | 1 479         | 8 851 080       |                |